# Trachylepis bayonii
Trachylepis bayonii là một loài thằn lằn trong họ Scincidae. Loài này được Bocage mô tả khoa học đầu tiên năm 1872.